# Dibamidae
Los dibámidos (Dibamidae) son una familia de saurópsidos (reptiles) escamosos. Se distribuyen por Asia, Nueva Guinea y México. Filogenéticamente constituye el grupo hermano del resto de escamosos.

## Géneros
Se distinguen los siguientes:
- Anelytropsis Cope, 1885
- Dibamus Duméril et Bibron, 1839